# Ernst Gaber
Ernst Ludwig Gaber (6 de junio de 1907-13 de agosto de 1975) fue un deportista alemán que compitió en remo.
Participó en tres Juegos Olímpicos de Verano entre los años 1928 y 1936, obteniendo dos medallas, plata en Los Ángeles 1932 y oro en Berlín 1936. Ganó una medalla de oro en el Campeonato Europeo de Remo de 1935.

## Palmarés internacional
| Juegos Olímpicos   | Juegos Olímpicos             | Juegos Olímpicos | Juegos Olímpicos   |
| Año                | Lugar                        | Medalla          | Prueba             |
| ------------------ | ---------------------------- | ---------------- | ------------------ |
| 1932               | Los Ángeles (Estados Unidos) | Medalla de plata | Cuatro sin timonel |
| 1936               | Berlín (Alemania)            | Medalla de oro   | Cuatro con timonel |
| Campeonato Europeo |                              |                  |                    |
| Año                | Lugar                        | Medalla          | Prueba             |
| 1935               | Berlín (Alemania)            | Medalla de oro   | Cuatro con timonel |